# 李尚默
李尚默（1537年—？），字子靜，浙江寧波府鄞縣人，明朝政治人物，隆慶戊辰進士。官至監察御史。

## 生平
生有异才，嘉靖四十三年（1564年）中式甲子科浙江鄉試第七十三名，隆慶二年（1568年）戊辰科會試第三百十二名，三甲進士。出知确山县，隆慶四年四月丁父忧。起补桐城县，治行并第一，萬曆四年（1576年）八月實授河南道監察御史，五年六月巡按辽东，卒于官。

## 著作
工詩。
- 《除夕》

羽檄无虚日，惊心是岁除。
徒怀千古恨，未上一封书。
稚子非乡语，京华是我庐。
天涯悲独客，不觉赋归与。

## 家族
曾祖父李鈺，七品散官；祖父李湘，號居易翁；父李朴（1492年-1570年），字質夫，號北江，母周氏。具庆下。